# Antonio Siddi
Antonio Siddi (* 16. Mai 1923 in Sassari; † 21. Januar 1983) war ein italienischer Leichtathlet.
Siddi gewann bei den Olympischen Spielen 1948 in London gemeinsam mit Michele Tito, Enrico Perucconi und Carlo Monti  die Bronzemedaille in der 4-mal-100-Meter-Staffel hinter der US-amerikanischen und der britischen Mannschaft. Bei den Leichtathletik-Europameisterschaften 1950 in Brüssel belegte er mit der 4-mal-400-Meter-Staffel den zweiten Platz. Außerdem errang Siddi bei den Mittelmeerspielen 1951 in Alexandria die Goldmedaille im 200-Meter-Lauf. Bei den Olympischen Spielen 1952 in Helsinki trat er im 400-Meter-Lauf sowie erneut in der 4-mal-100-Meter-Staffel an, schied jedoch in beiden Wettbewerben in den Vorläufen aus.
Antonio Siddi war 1,77 m groß, hatte ein Wettkampfgewicht von 73 kg und startete für den CSI Brescia.